# Meckelfeld
Meckelfeld ist ein Teil der niedersächsischen Gemeinde Seevetal. Meckelfeld liegt im Landkreis Harburg und schließt südlich an das Landesgebiet Hamburgs an. Mit 9966 Einwohnern (Stand November 2022) ist Meckelfeld der einwohnerstärkste Ortsteil Seevetals.

## Geografie
Meckelfeld liegt an der Grenze zwischen dem Landesgebiet Hamburg und den Seevetaler Ortsteilen Over, Glüsingen, Maschen und Fleestedt.
Die beiden Seen "Pulvermühle" und "See im großen Moor" zwischen Meckelfeld und Hörsten sind landschaftsprägend und als Badeseen auch bei den Harburgern beliebt. Die Seen liegen neben der Seeve, welche bei Meckelfeld fließt.
Der 10. Längengrad Ost verläuft durch Meckelfeld nahe dem Waldstück Höpen.

## Geschichte
Erste Erwähnung findet Meckelfeld anlässlich einer Schenkung Cobbos des Jüngeren an das Kloster Corvey im Jahre 842. Unter den bäuerlichen Gütern "im Gau Moswidi" befand sich dabei Mikelenfeld (abgeleitet vom niederdeutschen mikelen = groß). Ab 1252 gehörte Meckelfeld zum Fürstentum Lüneburg und kam schließlich im Zuge dessen Aufteilung in kleine Bezirke unter dem Namen Mekelenvelde 1450 zum Amt Harburg.
Um 1667 umfasste Mecklenfeld 25 Höfe, von denen 11 bereits 1450 vorhanden waren. Nach dem Tod des letzten, kinderlos gebliebenen Harburger Herzogs Wilhelm fiel das Amt Harburg an das Fürstentum Lüneburg zurück und wurde 1705 dem Kurfürstentum Hannover einverleibt. Als nach der Niederwerfung Napoleons auf dem Wiener Kongress 1814/15 die Neuordnung Europas beschlossen wurde, stieg das Kurfürstentum Hannover zum Königreich Hannover innerhalb des neu gegründeten Deutschen Bundes auf. Infolge des Deutschen Krieges wurde es 1866 – vom Königreich Preußen annektiert – zur preußischen Provinz herabgestuft. Durch die Neuordnung der Verwaltung bildete Meckelfeld eine politische Gemeinde, die dem Landkreis Harburg unterstellt war.

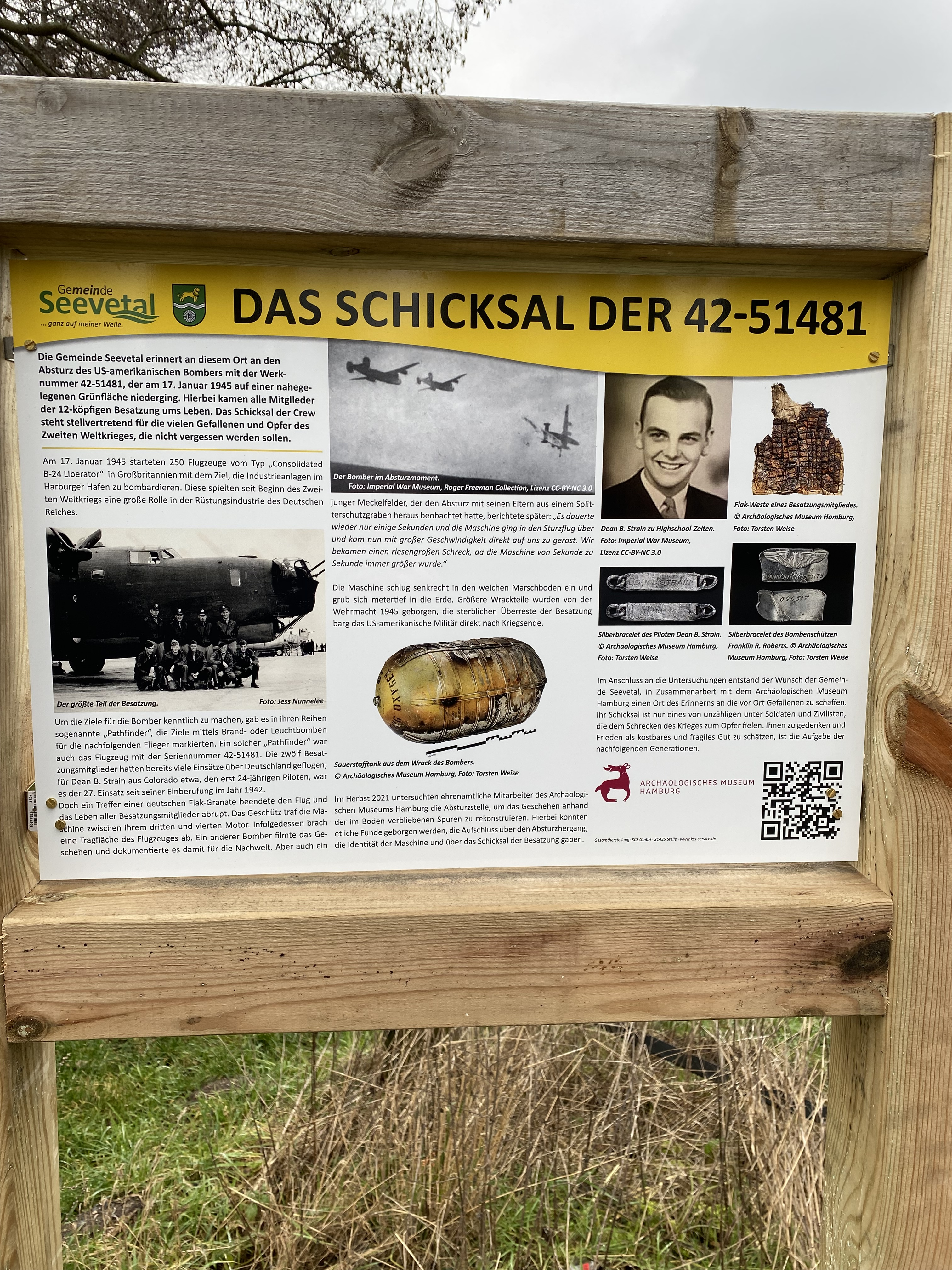
Gedenktafel zum Flugzeugabsturz

Am Ende des Zweiten Weltkriegs kam es am 17. Januar 1945 zu einem Flugzeugabschuss über Meckelfeld, als ein US-amerikanischer Bomber bei einem Angriff auf Harburg von einer deutschen Flakstellung unter Beschuss genommen wurde. Die 12 Besatzungsmitglieder starben bei dem Absturz. Am Absturzort stellte die Gemeinde Seevetal 2023 eine Gedenktafel auf. Zuvor hatte das Archäologische Museum Hamburg die Absturzstelle untersucht und rund 2000 Objekte gefunden.
Meckelfeld gehört seit dem 1. Juli 1972 zur Gemeinde Seevetal. Diese ist ein Zusammenschluss von früher 19 selbstständigen Gemeinden, die zu einer Einheitsgemeinde vereinigt wurden.

## Politik

### Ortsrat
Der Ortsrat, der die Seevetaler Ortsteile Meckelfeld und Klein-Moor gemeinsam vertritt, setzt sich aus 19 Mitgliedern zusammen. Die Ratsmitglieder werden durch eine Kommunalwahl für jeweils fünf Jahre gewählt.
Die vergangenen Ortsratswahlen ergaben die folgenden Sitzverteilungen:
| Wahljahr | SPD                                                                               | CDU | Grüne | FWG | FDP | Gesamt   |
| 2021     | 5                                                                                 | 6   | 3     | 4   | 1   | 19 Sitze |
| 2016     | 9                                                                                 | 6   | 3     | 2   | -   | 20 Sitze |
|          | __________________________ FWG: Freie-Wähler-Gemeinschaft Landkreis Harburg e. V. |     |       |     |     |          |

Letzte Kommunalwahl am 12. September 2021

### Ortsbürgermeister
Amtierender Ortsbürgermeister von Meckelfeld ist seit dem 1. November 2021 Peter Langenbeck (CDU). 1. stellvertretende Bürgermeisterin ist Manuela Bunde (SPD), 2. stellvertretende Bürgermeisterin Sandra Lerz (Grüne).

## Kultur und Sehenswürdigkeiten

### Gemeindebücherei

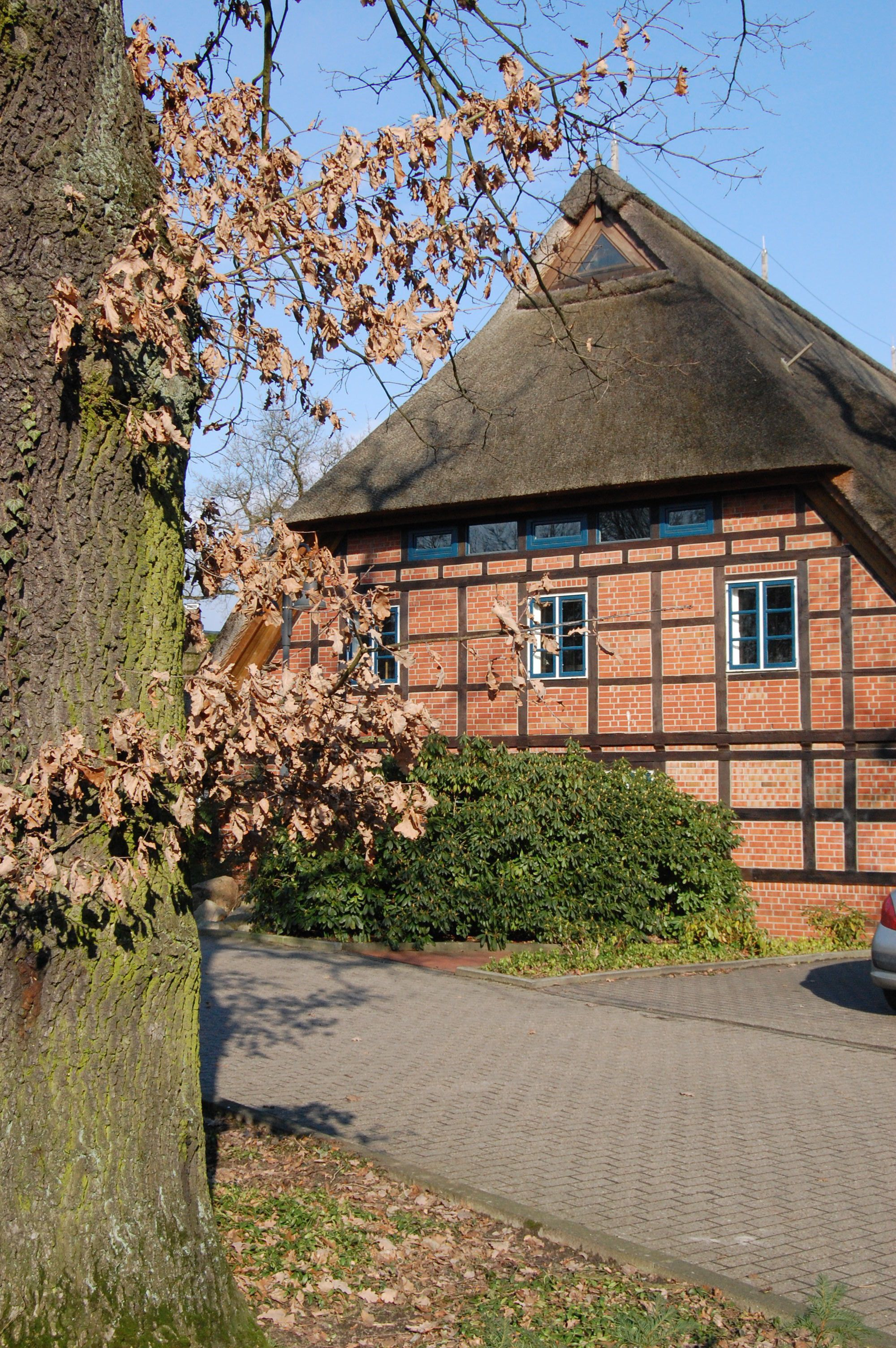
Bücherei in Meckelfeld

Die Gemeindebücherei ist eine Einrichtung der Gemeinde Seevetal und gleichzeitig die Zentralbücherei der Gemeinde. Sie besitzt ein Reetdach und wurde am 16. Juni 2004 und 27. Juli 2004 Opfer von Brandanschlägen, im Jahr 2005 jedoch saniert. Mit ihrem vielfältigen Medienangebot und altersgerechten Angeboten für Kindergärten und Schulklassen ist die Bücherei eine der publikumsintensivsten Einrichtungen der Gemeinde Seevetal.

### Gemeindearchiv
In der Ortsverwaltung von Meckelfeld befindet sich das Gemeindearchiv der Gemeinde Seevetal. Hier werden Altakten, Bücher und Ortschroniken, die über die Dörfer der Gemeinde berichten, katalogisiert und verwahrt. Zu dem Bestand gehören auch viele Bilder, die dokumentieren, wie sich Orte und Landschaften im Laufe der Zeit verändert haben. Die Dokumente und Bilder können öffentlich eingesehen werden. Unterstützt wird das Archiv durch einen Arbeitskreis von Heimatforschern, die ehrenamtliche Hilfe leisten.

### Volksfeste
Das vom Mittelstands- und Gewerbeverein Meckelfeld veranstaltete Dorffest findet einmal im Jahr am letzten Augustwochenende für drei Tage statt. Es gibt Grillbuden und Autoscooter, Bühnen und Karussells, aber auch Infostände.

## Kirchen und Friedhof

### Evangelische Kirche
Die evangelische Kirchengemeinde Meckelfeld wurde im April 1948 gegründet und umfasst neben Meckelfeld selber auch die Gemeindeteile Over, Bullenhausen, Groß-Moor und Klein-Moor. In Ermangelung eines Gotteshauses fanden Gottesdienste bis 1954 in den Sälen von Gastwirtschaften, u. a. der Bahnhofswirtschaft statt. Die bis heute namenlose Kirche an der Glockenstraße wurde am 23. Mai 1954 geweiht. Am 28. Februar 1965 erhielt sie eine Orgel. Im gleichen Jahr wurde das Gemeindehaus fertiggestellt, das seit 1971 auch den evangelischen Kindergarten, die Kirchenmäuse, beherbergt. Nach umfassender Renovierung und Erweiterung nennt es sich heute Evangelisches Familienzentrum.

### Katholische Kirche
Nach Gründung der Pfarrvikarie Meckelfeld/Hittfeld im März 1965 wurden die katholischen Gottesdienste über fünf Jahre lang in der evangelischen Kirche abgehalten. Erst am 16. August 1969 erfolgte die Grundsteinlegung für ein eigenes Gotteshaus – St. Alfrid – am Pulvermühlenweg, Ecke Am Felde, das am 3. Oktober 1970 eingeweiht werden konnte.

### Friedhof
Die Einweihung des Friedhofs am Appenstedter Weg – damals lediglich ein Sandweg außerhalb Meckelfelds – fand am 31. Oktober 1951 statt. Erst fünf Jahre später wurde mit dem Bau einer Friedhofskapelle begonnen, die am 14. Oktober 1956 eingeweiht wurde. Bis 1999 folgten regelmäßige Erweiterungen des Geländes. Im September 2005 wurde der durch Spenden finanzierte Glockenturm fertiggestellt, von April bis Juli 2016 die Kapelle umfangreich renoviert.

## Sport
Der Turnverein Meckelfeld bietet unter anderem Turnen, Fußball, Handball und Tennis an.

## Wirtschaft und Infrastruktur

### Verkehr

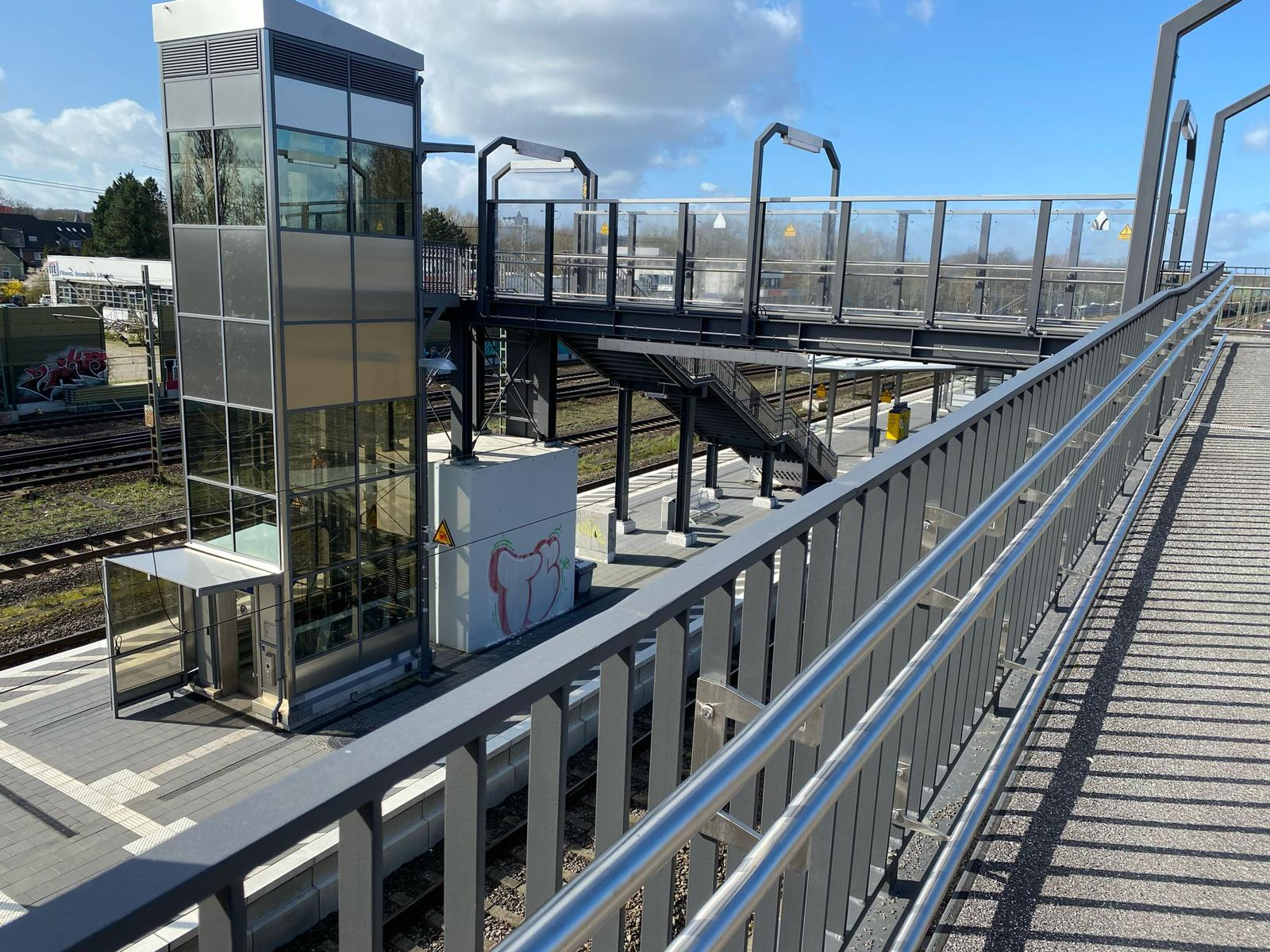
Bahnhof Meckelfeld (Frühjahr 2024)

Der Bahnhof Meckelfeld liegt an der Bahnstrecke Lehrte–Hamburg-Harburg. Die Strecke wird durch Linie RB 31 der Metronom Eisenbahngesellschaft bedient, deren Züge mit E-Loks bespannt sind, aus Doppelstockwagen bestehen und stündlich zwischen Hamburg Hbf und Lüneburg verkehren. Vereinzelt halten am Wochenende auch Züge der Linie RE 3 (Hamburg Hbf – Hannover Hbf). Seit Herbst 2023 ist der Bahnsteig barrierefrei zu erreichen, der ursprüngliche Zugang wurde abgerissen. 
1961 richtete die Bundesbahn eine Buslinie Harburg, Rathaus – Rönneburg – Meckelfeld – Waldquelle – Meckelfeld – Glüsingen – Meckelfeld – Rönneburg – Harburg, Rathaus ein, die später im HVV unter der Nr. 147 betrieben wurde. Sie verkehrte bis in die 1970er Jahre. Die Wendeschleife an der Waldquelle ist heute noch vorhanden.
Der heutige Busverkehr wird größtenteils durch Harburger Stadtbuslinien der Hamburger Hochbahn AG wahrgenommen. Die Linie 141 fährt über den direkten Weg (Rönneburg) nach Harburg, die Linie 443 über Bürgermeister-Heitmann- und Winsener Straße. Die Schulbusse werden von der KVG Stade betrieben. Die ehemalige Marquardt-Buslinie über Over nach Winsen wurde 2007 eingestellt.

### Unternehmen
Das größte Unternehmen im Ort ist die Firma Abraham Schinken im Gewerbegebiet Meckelfeld-Ost.
In einem kleinen Gewerbepark im Appenstedter Weg sind weitere Unternehmen ansässig. Der Mittelstands- und Gewerbeverein Meckelfeld (MGM) mit 134 Mitgliedern (Stand November 2012) fördert und unterstützt die Gewerbetreibenden.

### Bildung
Eine Schule gab es in Meckelfeld nachweislich bereits seit mindestens 1667, deren Besuch in der Zeit pro Kind einen Schilling (6 Pfennig) wöchentlich kostete. Ab 1884 wurden zum ersten Mal Zeugnisse für die älteren Jahrgänge erteilt, ab 1905 gab es auch Noten für einzelne Fächer. 1891 erfolgte die Gründung einer Privatschule zur Vorbereitung auf das in Harburg gelegene Realgymnasium. Die noch heute in dieser Form existierende Grund- und Hauptschule wurde 1959 erbaut, die Grundsteinlegung für den Schulkomplex am Appenstedter Weg datiert auf den 26. März 1976.
Folgende Schulen befinden sich heute in Meckelfeld:
- Grundschule Meckelfeld (Am Schulteich)
- Oberschule Meckelfeld (Appenstedter Weg)
- Gymnasium Meckelfeld (Appenstedter Weg)

Außerdem befinden sich in Meckelfeld Kindertagesstätten und ein Aktivspielplatz (AKI) für Kinder zwischen 6 und 12 Jahren, die unter Aufsicht von pädagogisch geschulten Betreuern „aktiv“ zusammen spielen und lernen. Außerdem gibt es in der Grund-Hauptschule Meckelfeld einen offenen Ganztag.
Für die Älteren gibt es das Jugendzentrum „Meckziko“, wo man nach der Schule bei der Hausaufgabenbetreuung mitmachen kann. Am Nachmittag werden verschiedene Kurse angeboten, des Weiteren gibt es einen Probenraum für junge Bands.

## Persönlichkeiten
- Philipp Helbach, von 1946 bis 1976 Bürgermeister bzw. Ortsbürgermeister von Meckelfeld
- Norbert Böhlke, von 1976 bis 2014 im Ortsrat von Meckelfeld
- Brigitte Somfleth, von 2005 bis 2021 Ortsbürgermeisterin von Meckelfeld
- Horst Haasler, Jurist und Politiker, war als Rechtsanwalt in Meckelfeld tätig
- Gert Dörfel, in den 1960er Jahren Fußballspieler beim Hamburger SV und später beim HSV Barmbek-Uhlenhorst, lebt in Meckelfeld
- Günter Schwarz, von 1994 bis 2005 Ortsbürgermeister von Meckelfeld und bis Oktober 2013 Bürgermeister von Seevetal